# 이집트 아랍어
이집트 아랍어(مَصْرِِي 마스리)는 이집트에서 사용되는 아랍어이다. 표준 아랍어와 차이가 있으며 일반적으로는 카이로에서 쓰이는 구어를 말한다.
이집트 내에서도 지역마다 방언의 차이는 있지만, 텔레비전, 라디오의 보급 이후 카이로가 영화나 텔레비전 드라마 제작의 중심지가 되면서 카이로의 회화체가 사실상 이집트의 표준어로 정착되었으며, 이집트 외 아랍권에서도 이집트 구어를 이해할 수 있는 아랍인이 늘어나게 되었다.

## 지역 분포
이집트 아랍어는 이집트인은 물론 중동, 유럽, 북미 등지에 이주한 사람까지 7천7백만 명 이상이 쓰고 있다. 아랍어의 다양한 방언 가운데, 이집트 아랍어는 아랍어 방언 가운데 유일하게 다른 지역에서도 널리 쓰이고 있다. 이는 20세기 초 이후로 이 지역에서 이집트 영화 미디어의 제작이 활발했고, 많은 중동 국가들이 교육시스템을 세울 때 이집트 교사와 교수들이 많이 관여했기 때문이다. 예를 들어 예멘에서는 예멘 아랍어를 쓰지 않는 사람은 "이집트인"으로 취급될 정도이고, 많은 예멘인들이 이집트 구어체 아랍어로부터 어휘를 받아들이고 있다. 정도는 다르지만 수단, 레반트에서도 이러한 현상이 나타난다. 이러한 경향은 최근 레바논 미디어의 성장으로 점차 변화하고 있지만, 현재까지도 많은 레바논의 예술가들은 레바논 구어체와 함께 이집트 구어체 아랍어로도 노래를 부른다.

## 역사
이집트인의 본래 언어는 이집트어(콥트어)이며, 이슬람 세력에 정복되던 당시에는 초기 콥트어라고 불리는 그리스어의 영향을 많이 받은 이집트어가 사용되고 있었다. 이것은 당시 동로마 제국의 공용어가 그리스어였기 때문이다. 따라서 동로마 제국 지배 당시 이집트인들은 콥트어와 그리스어를 사용하는 바이링구얼(이중언어) 상태에 있었다. 하지만, 이슬람 세력의 침략과 정복에 의해 아랍어가 공식적인 언어로서 그리스어를 대신하게 되면서 이집트인은 새로운 바이링구얼 상태에 노출되었다. 약 3~4세기 무렵에는 일상 생활에서는 콥트어를 사용하였으나, 공식언어는 아랍어였고, 이전의 공용어였던 그리스어의 영향 또한 있었으나 이후 점차 아랍어를 사용하는 인구가 늘어나게 되었다. 하이집트에서는 늦어도 11세기까지 아랍어가 지배적인 언어로 자리잡았으며, 14세기에는 일상 생활에서도 아랍어가 지배적인 언어로 자리잡았다. 이집트 아랍어가 이 과정에서 콥트어 및 그리스어로부터 어휘를 적지 않게 받아들이긴 했지만 그 외에는 영향이 크지 않다.

## 주요 특징

### 발음
- 현대 표준 아랍어에서 유성 후치경 파찰음으로 발음하는 ج를 유성 연구개 파열음으로 발음한다.
- 무성 구개수 파열음은 고전 아랍어 차용 및 고유명사에서만 존재한다.
- ر을 치경 탄음이나 치경 전동음으로 발음한다.

### 문법
- 어순은 거의 항상 주어+동사+목적어(SVO) 로, 동사+주어+목적어(VSO)가 바람직하다고 여겨지는 현대 표준 아랍어와는 다르다.
- 의문사는 현대 표준 아랍어나 다른 지역의 방언에는 문장의 앞에 위치하지만, 이집트 아랍어에서는 문장의 끝에 위치하는 것이 많다.

예 : 당신의 이름은?
푸스하 : ma-smuka?
레바논-시리아 방언 : shu ismak?
이집트 방언 : ismak eh?
- 명사를 부정하기 위해 사용되는 단어는 l이 아니고, mish, 또 동사문의 부정형은 동사를 ma와 shu의 사이에 둔다.

예: 나는 모른다.
푸스하: L arif
이집트 방언 : maarifsh
- 현재진행형의 존재 - 동사의 현재형의 앞부분에 b를 붙이는 것으로 현재 진행형을 나타낸다.

예: 나는 지금 이 책을 읽고 있다.
ana ba'ara al kitab da.

### 단어
- 터키어, 영어, 프랑스어에서 유래된 외래어가 많다.

예:바샤(남편=터키어 유래), 아산세이르(승강기=프랑스어 유래)
- 아랍어 유래의 명사인 경우에도 이집트 특유의 용법이 눈에 띈다.

예:아라베이야(차=푸스하에서는 사이야라)

## 음운

### 자음
|             |             | 순음 | 치경음 | 치경음 | 경구개음 | 연구개음 | 구개수음 | 인두음 | 성문음 |
| 평음        | 인두음화    | 순음 |        |        | 경구개음 | 연구개음 | 구개수음 | 인두음 | 성문음 |
| ----------- | ----------- | ---- | ------ | ------ | -------- | -------- | -------- | ------ | ------ |
| 비음        | 비음        | m    | n      |        |          |          |          |        |        |
| 파열음      | 무성음      |      | t      | tˤ     |          | k        | q        |        | ʔ      |
| 파열음      | 유성음      |      | d      | dˤ     |          | ɡ        |          |        |        |
| 마찰음      | 무성음      | f    | s      | sˤ     | ʃ        | x        |          | ħ      | h      |
| 마찰음      | 유성음      | v    | z      | zˤ     |          | ɣ        |          | ʕ      | h      |
| 탄음/전동음 | 탄음/전동음 |      | ɾ~r    |        |          |          |          |        |        |
| 접근음      | 접근음      |      | l      |        | j        | w        |          |        |        |

## 같이 보기
- 콥트어
- 이집트 아랍어 위키백과
- 이집트어
- 현대 표준 아랍어
- 아랍어의 언어변이형